# Bissingen, Bayern
Bissingen är en köping (Markt) i Landkreis Dillingen an der Donau i Regierungsbezirk Schwaben i förbundslandet Bayern i Tyskland.